# 松坂忠則
松坂 忠則（まつさか ただのり、1902年1月20日 - 1986年3月2日）は、日本の国語学者、児童文学者。
秋田県出身。秋田県立工業講習所卒。1927年カナモジカイに入り、漢字制限の方法などを研究。山本有三に師事し、1948年カナモジカイ理事長。国語審議会委員、産業能率短期大学教授、青少年文化の会理事長。山本有三記念路傍の石文学賞選考委員。

## 著書
- 『火の赤十字』弘文堂 1940
- 『女軍医』弘文堂書房 1941
- 『国字問題の本質』弘文堂書房 1942
- 『ワカチガキノケンキユウ』シロガネ社 1943
- 『朝雲のように 少年小説』沢井一三郎絵　小峰書店 1948
- 『当用漢字ハンドブック』共和出版社、1950。
- 文部省『公用文の合理化』松坂忠則、文部省〈国語シリーズ 2〉、1950年12月。
- 『山の王者』梁川剛一絵 新潮社 1950
- 『新しい文書実務』春秋社 現代の生活技術新書 1953
- 『国語国字論争 復古主義への反論』新興出版社 真昼文庫 1962
- 『PTAの広報活動』学事出版 PTA文庫 1971
- 『現代表記と文章技術』学事出版 1974
- 『ワカチガキ辞典』カナモジカイ 1979

共著
- 『スタンレー探検記』高橋健二 共著、村上松次郎 絵、新潮社、1950。

## 論文
- CINII